# Dúi mốc nhỏ
Dúi mốc nhỏ, hay còn gọi là chuột tre Trung Hoa (danh pháp hai phần: Rhizomys sinensis) là một loài gặm nhấm trong họ Spalacidae. Loài này sinh sống ở miền nam Trung Quốc, miền bắc Myanmar, miền bắc Việt Nam và có thể có ở Lào.